# Liane Sato
Liane Lissa Sato (ur. 9 września 1964 w Santa Monica) – amerykańska siatkarka. Reprezentantka kraju na igrzyskach olimpijskich w Seulu (7. miejsce) i Barcelonie (3. miejsce). Brązowa medalistka mistrzostwa świata w piłce siatkowej kobiet w 1990.

## Życiorys
Sato grała w siatkówkę w Santa Monica High School i San Diego State University. W latach 1988–1992 reprezentowała Stany Zjednoczone, następnie uprawiała profesjonalnie siatkówkę plażową, grając głównie w Four-Women Pro Beach Tour. W latach 1994–1995 była kapitanem Teamu Paula Mitchella. Nauczycielka i trenerka siatkówki w Santa Monica High School.
Siostra Erica Sato.